# Aeroportul Municipal Yerington
Aeroportul Municipal Yerington (IATA: EYR, FAA LID: O43) este un aeroport din Nevada, Statele Unite ale Americii ce deservește zona Yerington⁠(d). A fost numit după zona deservită.
Situat la o altitudine de 1.336 m, aeroportul dispune de 1 pistă.

## Infrastructură

### Piste
Aeroportul dispune de o singură pistă. Pista 01/19 are suprafața de asfalt și dimensiunile 5.814 picioare × 75 picioare. 